# Тромлен
Тромле́н (фр. Tromelin) — необитаемый остров в Индийском океане. Является объектом спора между Францией, контролирующей остров, и Маврикием.
Включён Францией в состав Островов Эпарс, входящих в заморскую территорию Французские Южные и Антарктические территории. С точки зрения Маврикия входит в число его Внешних островов.

## География
Находится в западной части Индийского океана, в 450 км восточнее Мадагаскара. Остров Тромлен вулканического происхождения. На острове организован природный заповедник.
На острове имеется аэродром и метеостанция имени Сергея Фролова (фр. Station Serge-Frolow), названная в честь французского метеоролога русского происхождения Сержа Фролова (1903—1959).

## История
Был официально открыт в 1722 году. В 1761 году 125 человек из команды корабля и 89 рабов оказались на острове в результате кораблекрушения. Из обломков судна выжившие матросы команды построили небольшой корабль и через два месяца отплыли с острова. Они оставили 60 рабов-малагасийцев, пообещав за ними вернуться. Через 15 лет, 29 ноября 1776 года лейтенант флота Тромлен, командующий кораблем La Dauphine, прибыл на остров, где обнаружил семь женщин и восьмимесячного младенца. В честь лейтенанта бывший Песчаный остров и получил своё современное название.

## Карты

Республика Маврикий и её внешние острова. Территориальные претензии выделены белым
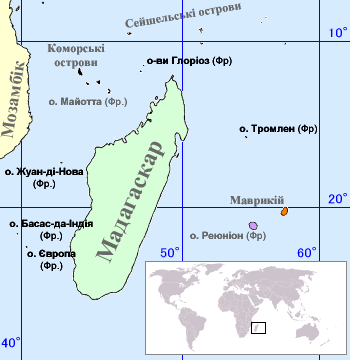
Острова Эпарс